# マリオン・プリチャード
マリオン・フィリッピーナ・プリチャード（ニー・ヴァン・ビンスベルゲン 、1920年11月7日 - 2016年12月11日）はオランダ系アメリカ人のソーシャル・ワーカー、精神分析家。第二次世界大戦中にオランダで行ったユダヤ人に対する救援活動で著名である。

## 人物
プリチャードは、ドイツのオランダ占領中、およそ150人のオランダ系ユダヤ人 （そのほとんどが子ども）の救出に尽力した 。またオランダにおいてユダヤ人差別に対する抵抗者として活動し、ユダヤ人の子供たちを救うために、ナチス情報提供者の警官を射殺したことがある。

## 略歴
プリチャードは1920年11月7日にアムステルダムでマリオン・フィリピナ・ヴァン・ビンスベルゲンに生まれ、オランダで育った。 彼女は、アムステルダムの刑務所の評議員会にいたリベラルな裁判官ヤコブ・ファン・ビンスベルゲンの娘であった。彼女の両親は彼女に自分らしく、いつも正直であるように育てられた。 彼女は学校ではいつもユダヤ人と一緒のクラスだったことを思い出し「ユダヤ人も私たちと同じオランダ人だ」と考えていた。19歳で、彼女はアムステルダムのソーシャルワーク学校に入学した。

## ユダヤ人の救助活動
1940年、オランダはドイツに占領されソーシャルワークの勉学中、プリチャード（当時のヴァンビンスベルゲン）は夜間外出中に友人と夜中に滞在中に逮捕された。（友人は、連合国のラジオ放送の転写を配信していたため、7か月間投獄された。）。
1942年の春、プリチャードは、赤ん坊や8歳の子供を含むユダヤ人の子供たちが、乱暴にトラックに投げ込まれ、ナチスに連れて行かれるのを目撃。妨害しようとした他の2人の女性もトラックで連れ去られた。「私はショックのあまり涙を流しました 」「『彼らを助けよう』と、その時私は決心しました」と後年語っている。
プリチャードはまずオランダの地下抵抗組織の一人として活動を始め、ナチスから隠れている人々に食べ物、衣服、書物を届けた。 救助計画の一環として、プリチャードはユダヤ人の幼児を自分の子供として登録し、その後、非ユダヤ人の家に匿う。 また、彼女はユダヤ人のために偽の身分証明書と配給カードを確保した。
彼女はその後、国の北部の家に荷物を配達するという任務を課された時、より危険な活動を担う。旅の途中、彼女は見知らぬ人から女の子の赤ちゃんを預かった。目的地に着くと、彼女は赤ちゃんを渡すことになっていた人々が逮捕されたことを知る。 彼女は作戦を変更して、彼女と赤ちゃんを世話してくれる夫婦と一緒に避難。
彼女の最も有名な救助活動は、1942年後半にフレッド・ポラックと彼の3人の子供たちをアムステルダムから24キロ（15マイル）先のホイゼンにある友人の別荘の使用人の宿舎に避難させた時に起こった。ポラック家は、隠れ家でドイツの検査の目から逃れる方法を編み出していた。しかし1944年のある晩、ナチス親衛隊とオランダ人の警官が巡回に来た。ポラック家はいつものように隠れ場所に身を潜めた。しばらく室内を調べた後、親衛隊たちは出ていった。1時間後、末っ子が泣いていたので、子供たちを外に出した後、警官が1人で戻って来た。帰ったふりをして、待ち伏せをしていたのだ。プリチャードは拳銃に手を伸ばして警官を射殺。警官は葬儀場に隠されて、当局によって発見されることなく、他の人と同じように埋葬された。
「別の方法があったのではないか…と、自問を繰り返しますが、他に選択の余地はありませんでした」とプリチャードは語っている。
彼女は、危険にさらされないために自分の活動を両親や弟に決して話そうとしなかった。

### 支援者たち
プリチャードは、人は被害者・救助者・傍観者と一概には言えないことを学んだという。例えば、隠れている人には何も言わずに助けてくれた人もいた。また、想像力や大胆さはなかったかもしれないが、頼まれれば助けてくれた人もいたという。ある農夫は、彼女が子供たちを隠していることを知っていたが、そのことを口にすることはなかった。彼は毎日、彼女に余分なミルクを残していた。
終戦間近になると、ドイツ兵でさえもプリチャードを支援した。プリチャードは食料を求めて自転車で北に向かっていた。彼女は農民と物々交換した後の帰り道、ドイツ兵に止められた。疲れ果ててイライラしていたため、プリチャードは気性を失い、彼らに戦争とユダヤ人の扱われ方について怒りをぶつけた。彼女は一晩拘留され、翌朝、二人の兵士が彼女の所に来た。彼女は殺されると思っていたが、彼らは彼女をトラックに乗せ、自転車と買った食料と一緒に、彼女を安全な場所まで車で送ってくれた。

## 戦後の生活
戦後、プリチャードは避難民キャンプでドイツの国連リハビリテーション局に勤務。その結果、彼女は、バイエルン州のキャンプの長であり、最近退役した米国陸軍士官であるアントン・トニー・プリチャードと出会い、結婚。 その後、プリチャードは1947年に米国に移住し、ニューヨークのワカバックに定住し、そこで子供のソーシャルワーカーとして働き、難民の家族を支援した。 プリチャードには3人の息子、アーノルド、アイバー、ブライアンがいた。1976年に、彼女と彼女の夫はバーモント州バーシャーに移り、ボストン 精神医学研究科で精神分析医になるために研究を開始。その後、彼女は精神分析医として活躍した。
2016年12月に脳動脈硬化により 96歳で死去。3人の息子とその子孫が健在である。

### 他者を思いやる心
精神分析医でもあるプリチャードは「他者を思いやる心」の大切さを説き続けていた。
「自分の子を思いやりのある人間に育てたいなら、とにかく、子どもたちと一緒にいる時間をつくってください。両親の愛情を感じることが、思いやりを育む出発点なのですから･････」

## 表彰
プリチャードは、彼女の救助活動に対して、次の表彰を受けた： 
- 1981年のヤドヴァシェムによる国家間の正義
- 1991年イスラエル名誉市民
- 1996年のWallenbergメダル [4]
- 2004年バーモント大学法学博士号と大学ホロコースト研究センターの記念書[13]
- 2009年のサイモンヴィーゼンタールセンターの毎年恒例の国民のトリビュートディナーで勇気のメダル
- 米国ホロコースト記念博物館での展示